# اسپیره
اسپیره (نام علمی: Spiraea crentata) مترادف (نام علمی: Filipendula vulgaris) نام یک گونه از سرده اسپیره است.

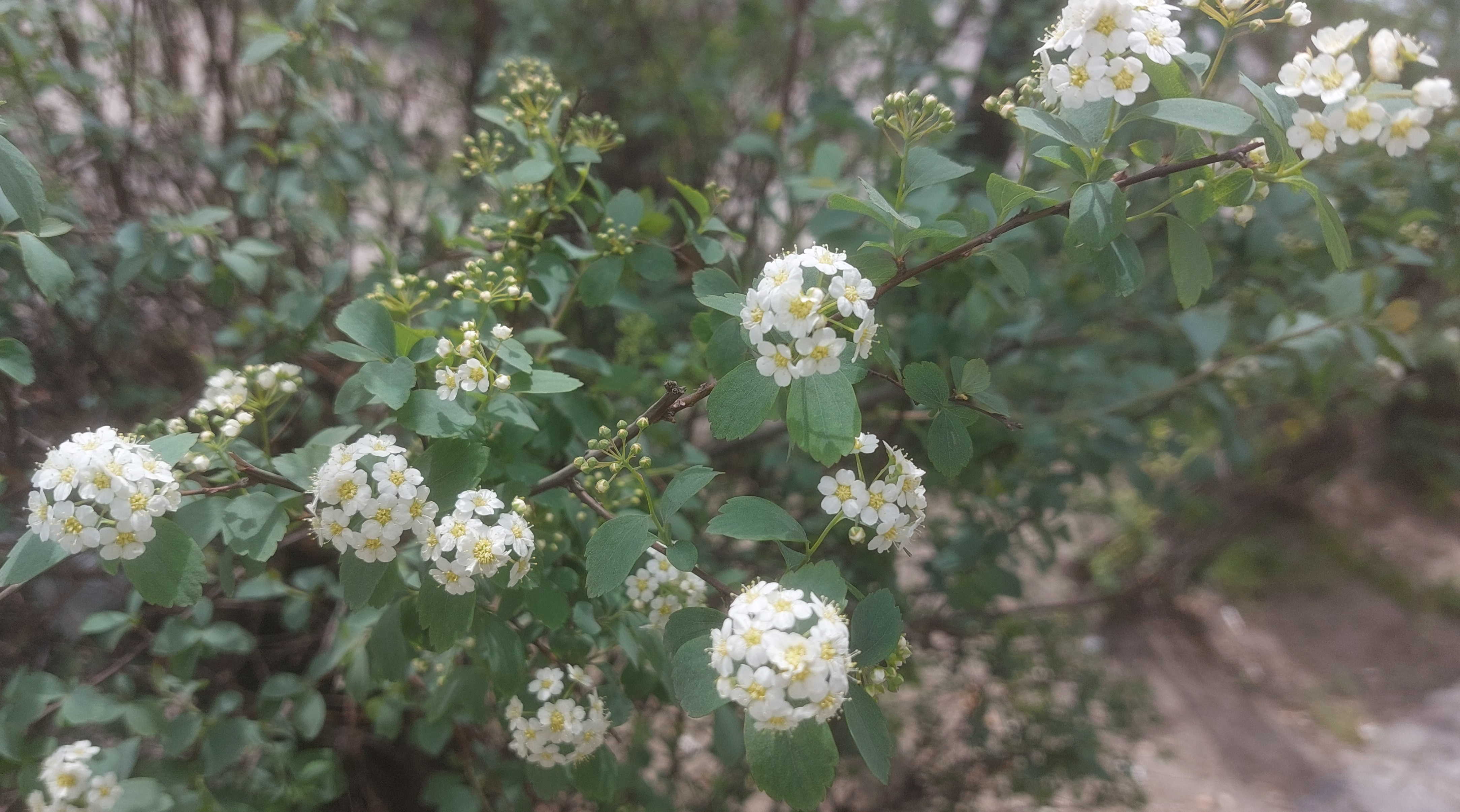
اسپیره

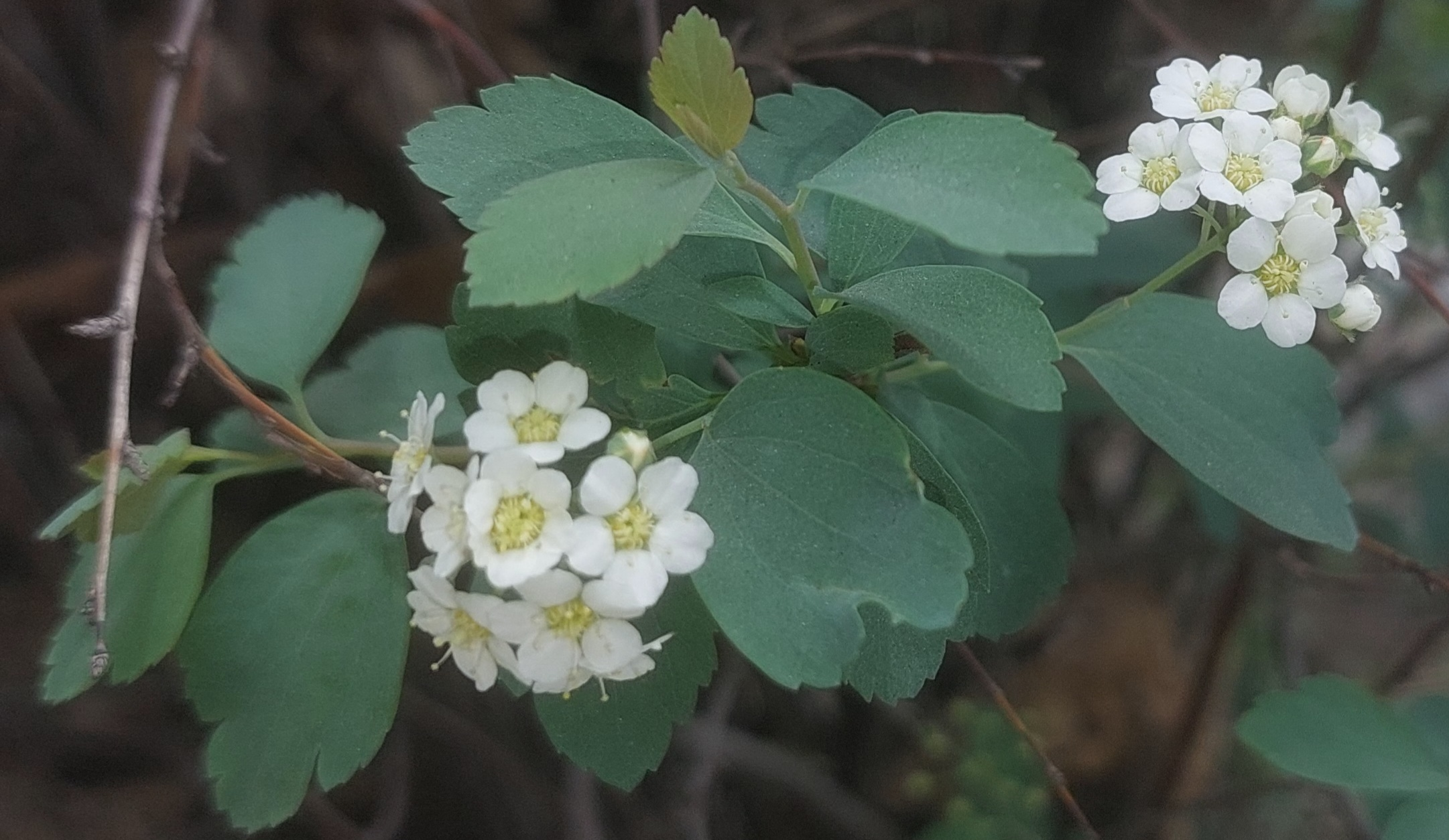
گیاه اسپیره